# فرانکلین (آیداهو)
فرانکلین(به انگلیسی: Franklin) شهری در شهرستان فرانکلین ایالت آیداهو است که جمعیت آن در سرشماری سال ۲۰۱۰ میلادی ۶۴۱ نفر بوده است.